# Piotr Wachowiak
Piotr Grzegorz Wachowiak (ur. 4 stycznia 1966 w Warszawie) – polski ekonomista, doktor habilitowany nauk ekonomicznych, profesor Szkoły Głównej Handlowej w Warszawie i jej rektor w kadencjach 2020–2024 oraz 2024–2028.

## Życiorys
Absolwent Szkoły Głównej Planowania i Statystyki (Wydział Handlu Wewnętrznego) (1985–1990). Na tej samej uczelni uzyskiwał następnie kolejne stopnie naukowe w zakresie nauk ekonomicznych: w 2000 doktora za rozprawę pt. Negocjacje jako sposób rozwiązania konfliktów w organizacji samorządu gminnego, a w 2014 doktora habilitowanego za dorobek naukowy i rozprawę pt. Wrażliwość społeczna przedsiębiorstwa. Analiza i pomiar. W pracy naukowej specjalizuje się w zagadnieniach z zakresu zarządzania zasobami ludzkimi.
W latach 90. pracował w Urzędzie Gminy Warszawa Centrum jako zastępca dyrektora zarządu Dzielnicy Żoliborz (1996–2001) oraz jako dyrektor Wydziału Budynków Komunalnych (1994–1996). W wyborach samorządowych w 1998 bezskutecznie ubiegał się o mandat radnego powiatu warszawskiego z ramienia Unii Wolności, a w wyborach w 2002 bez powodzenia kandydował do Rady Warszawy z listy komitetu Unia dla Warszawy. W latach 2001–2009 był dyrektorem administracyjnym i kanclerzem w Szkole Głównej Handlowej w Warszawie, w latach 2012–2016 prodziekanem Kolegium Zarządzania i Finansów, a od 2016 do 2020 r. prorektorem SGH ds. nauki i zarządzania. 15 kwietnia 2020 został wybrany rektorem tejże uczelni. W związku z pandemią COVID-19 był pierwszym w historii SGH rektorem wybranym w głosowaniu zdalnym. Stanowisko objął 1 września 2020 po prof. dr. hab. Marku Rockim.
Jest członkiem Komitetu Organizacji i Zarządzania Polskiej Akademii Nauk i jego wiceprzewodniczącym oraz członkiem Komitetu Ekonomicznego PAN, a także Przewodniczącym Grupy Roboczej ds. Odpowiedzialności Społecznej Uczelni przy Ministerstwie Funduszy i Polityki Regionalnej. Od 2019 r. do 6.08.2025 przewodniczył Radzie ds. Przedsiębiorczości przy Prezydencie RP oraz był wiceprzewodniczącym Kapituły Polskiej Nagrody Gospodarczej, był także członkiem Rady ds. Szkolnictwa Wyższego Nauki i Innowacji. 
W kadencji 2020–2024 oraz 2024-2028 przewodniczący Konferencji Rektorów Uczelni Warszawskich (KRUW). W kadencji 2020-2024 wiceprzewodniczący a w kadencji 2024-2028 przewodniczący Konferencji Rektorów Uczelni Ekonomicznych (KRUE).
Od września 2022 r. do czerwca 2023 r. był członkiem rady nadzorczej PZU S.A.
Jest członkiem CEMS strategic board oraz CIVICA strategic board.
Wchodzi w skład Kapituły Polskiego Godła Narodowego „Teraz Polska” kadencji 2022-2025.
Członek Komisji Nauki, Innowacji i Projektów Rozwojowych Polskiego Komitetu Olimpijskiego.
Członek Rady Metropolitalnej.
Członek Rady Naukowej przy Rzeczniku Małych i Średnich Przedsiębiorców 
Doktor honoris causa Kijowskiego Narodowego Uniwersytetu Ekonomicznego (KNEU) 

## Publikacje
Specjalizuje się w problematyce społecznej odpowiedzialności biznesu oraz zarządzania ludźmi w organizacji. Prowadzi badania naukowe na temat polityki personalnej w przedsiębiorstwach działających w Polsce, negocjacji, pomiaru kapitału intelektualnego przedsiębiorstw, zarządzania wiedzą w przedsiębiorstwach oraz społecznej odpowiedzialności biznesu. Jest autorem i współautorem wielu publikacji w tym zakresie.
- Wachowiak P., Profesjonalny menedżer: umiejętność pełnienia ról kierowniczych, Difin, Warszawa 2001, ISBN 83-7251-117-9.
- Wachowiak P., Negocjacje, Bizzare, Warszawa 2003, ISBN 83-919618-7-7.
- Wachowiak P., Wrażliwość społeczna przedsiębiorstwa: analiza i pomiar, Szkoła Główna Handlowa. Oficyna Wydawnicza, Warszawa 2013, ISBN 978-83-7378-851-0.

## Odznaczenia i zasługi
- Złoty Krzyż Zasługi (2017) – za zasługi w działalności na rzecz rozwoju nauki[18]